# Tylos ponticus
Tylos ponticus är en kräftdjursart som beskrevs av Grebnitsky 1874. Tylos ponticus ingår i släktet Tylos och familjen Tylidae.

## Underarter
Arten delas in i följande underarter:
- T. p. adriaticus
- T. p. ponticus